# Eleccions a governador d'Osaka de 2008
Les eleccions a governador d'Osaka de 2008 (2008年大阪府知事選挙, 2008 nen Ōsaka-fu Chiji Senkyo) foren unes eleccions per tal de renovar el càrrec de governador d'Osaka per un nou mandat de quatre anys i celebrades el 27 de gener de 2008, fora del marc de les eleccions locals unificades. El triomfador dels comicis fou la personalitat televisiva i nou polític Tōru Hashimoto, candidat independent amb el suport del Partit Liberal Democràtic (PLD) i el Kōmeitō (KM).
La participació fou del 48,95 percent dels vots, el que suposa un augment de vora els huit punts respecte a les anteriors eleccions de l'any 2004. L'Acadèmi Sadatoshi Kumagai fou el candidat dels partits de centre-esquerra, quedan segon però per sota del milió de vots. Els comunistes van presentar a Shōji Umeda com ja havien fet als anteriors comicis. Els altres dos candidats independents i sense cap suport polític, van aconseguir menys de l'un percent dels vots cadascun.

## Candidats
| Candidat | Candidat           | Edat | Partit                     | Professió |
| -------- | ------------------ | ---- | -------------------------- | --------- |
|          | Shōji Umeda        | 57   | Independent (PCJ, NPS)     | Advocat   |
|          | Tōru Hashimoto     | 38   | Independent (PLD, KM)      | Advocat   |
|          | Sadatoshi Kumagai  | 63   | Independent (PD, PSD, NPP) | Acadèmic  |
|          | Seiichi Sugiura    | 59   | Independent                | n/a       |
|          | Masa-Aki Takahashi | 65   | Independent                | Professor |

## Resultats

### Generals
| Candidat     | Candidat           | Partit      | Percentatges | Percentatges |
| Candidat     | Candidat           | Partit      | Vots         | %            |
| ------------ | ------------------ | ----------- | ------------ | ------------ |
|              | Tōru Hashimoto     | Independent | 1.832.857    | 54,02        |
|              | Sadatoshi Kumagai  | Independent | 999.082      | 29,45        |
|              | Shōji Umeda        | Independent | 518.563      | 15,28        |
|              | Masa-Aki Takahashi | Independent | 22.154       | 0,65         |
|              | Seiichi Sugiura    | Independent | 20.161       | 0,59         |
| TOTAL        | TOTAL              |             | 3.392.817    | n/a          |
| PARTICIPACIÓ | PARTICIPACIÓ       |             | 3.423.751    | 48,95        |
| CENS         | CENS               |             | 6.994.848    | 100          |

### Per municipi
| Municipi (regió)                 | Guanyador | Municipi (regió)              | Guanyador |
| -------------------------------- | --------- | ----------------------------- | --------- |
| Osaka (Osaka)                    | Hashimoto | Sakai (Senboku)               | Hashimoto |
| Kishiwada (Sennan)               | Hashimoto | Toyonaka (Toyono)             | Hashimoto |
| Ikeda (Toyono)                   | Hashimoto | Suita (Mishima)               | Hashimoto |
| Izumi-Ōtsu (Senboku)             | Hashimoto | Takatsuki (Mishima)           | Hashimoto |
| Kaizuka (Sennan)                 | Hashimoto | Moriguchi (Kita-Kawachi)      | Hashimoto |
| Hirakata (Kita-Kawachi)          | Hashimoto | Ibaraki (Mishima)             | Hashimoto |
| Yao (Naka-Kawachi)               | Hashimoto | Izumi-Sano (Sennan)           | Hashimoto |
| Tondabayashi (Minami-Kawachi)    | Hashimoto | Neyagawa (Kita-Kawachi)       | Hashimoto |
| Kawachi-Nagano (Minami-Kawachi)  | Hashimoto | Matsubara (Minami-Kawachi)    | Hashimoto |
| Daitō (Kita-Kawachi)             | Hashimoto | Izumi (Senboku)               | Hashimoto |
| Minō (Toyono)                    | Hashimoto | Kashiwara (Naka-Kawachi)      | Hashimoto |
| Habikino (Minami-Kawachi)        | Hashimoto | Kadoma (Kita-Kawachi)         | Hashimoto |
| Settsu (Mishima)                 | Hashimoto | Takaishi (Senboku)            | Hashimoto |
| Fujiidera (Minami-Kawachi)       | Hashimoto | Higashi-Ōsaka (Naka-Kawachi)  | Hashimoto |
| Sennan (Sennan)                  | Hashimoto | Shijōnawate (Kita-Kawachi)    | Hashimoto |
| Katano (Kita-Kawachi)            | Hashimoto | Ōsaka-Sayama (Minami-Kawachi) | Hashimoto |
| Hannan (Sennan)                  | Hashimoto | Shimamoto (Mishima)           | Hashimoto |
| Toyono (Toyono)                  | Hashimoto | Nose (Toyono)                 | Hashimoto |
| Tadaoka (Senboku)                | Hashimoto | Kumatori (Sennan)             | Hashimoto |
| Tajiri (Sennan)                  | Hashimoto | Misaki (Sennan)               | Hashimoto |
| Taishi (Minami-Kawachi)          | Hashimoto | Kanan (Minami-Kawachi)        | Hashimoto |
| Chihaya-Akasaka (Minami-Kawachi) | Hashimoto |                               |           |
| FONT:                            |           |                               |           |